# Tim Whelan
Pour les articles homonymes, voir Whelan.
Tim Whelan (né le 2 novembre 1893 à Cannelton, dans l'Indiana, et mort le 12 août 1957  à Beverly Hills, en Californie) est un réalisateur, scénariste et producteur de cinéma américain.

## Filmographie

### Comme réalisateur
- 1928 : Adam's Apple
- 1929 : When Knights Were Bold
- 1933 : Aunt Sally
- 1933 : It's a Boy
- 1934 : The Camels Are Coming
- 1935 : La Double Vengeance (The Murder Man)
- 1935 : The Perfect Gentleman (+ acteur)
- 1936 : Two's Company
- 1937 : Smash and Grab
- 1937 : The Mill on the Floss
- 1937 : Farewell Again
- 1937 : Action for Slander
- 1938 : Le Divorce de Lady X (The Divorce of Lady X)
- 1938 : Vedettes du pavé (Sidewalks of London)
- 1939 : Armes secrètes (Q Planes)
- 1940 : L'aventure est commencée (Ten Days in Paris)
- 1940 : Le Voleur de Bagdad (The Thief of Bagdad)
- 1941 : The Mad Doctor
- 1941 : Cinquième Bureau (International Lady)
- 1942 : Twin Beds
- 1942 : Nightmare
- 1942 : Sept Jours de perm (Seven Days' Leave)
- 1943 : Swing Fever
- 1943 : Amour et Swing (Higher and Higher)
- 1944 : Dansons gaiement (Step Lively)
- 1946 : La Ville des sans-loi (Badman's Territory)
- 1948 : This Was a Woman
- 1951 : Atoll K
- 1955 : Les Rôdeurs de l'aube (Rage at Dawn)
- 1955 : Le Rendez-vous de quatre heures (Texas Lady)

### Comme scénariste
- 1924 : Une riche famille (Hot Water) de Fred C. Newmeyer et Sam Taylor
- 1924 : Ça t'la coupe (Girl Shy)
- 1925 : Vive le sport ! (The Freshman) de Fred C. Newmeyer et Sam Taylor
- 1927 : My Best Girl
- 1928 : Adam's Apple
- 1930 : The Fall Guy (en)
- 1930 : Hook, Line and Sinker
- 1931 : Everything's Rosie
- 1932 : Girl Crazy
- 1932 : Hold 'Em Jail
- 1935 : La Double Vengeance (The Murder Man)
- 1936 : Two's Company
- 1937 : Smash and Grab
- 1937 : The Mill on the Floss
- 1938 : Vedettes du pavé (Sidewalks of London)
- 1943 : Amour et Swing (Higher and Higher)

### Comme producteur
- 1942 : Seven Days Leave de Richard Wallace